# Джейда Файър
Джейда Файър (на английски: Jada Fire) е американска порнографска актриса, родена на 1 септември 1976 година в град Лос Анджелис, Калифорния. Дебютира като актриса в порнографската индустрия през 1998 година, на 21-годишна възраст.

## Награди
- 2006 CAVR Award – Behind the Scenes[1]
- 2007 Adam Film World Guide Award – Squirt Queen Of The Year[2]
- 2007 AVN награда за най-добра анална секс сцена във филм – „Ловци на мъже“.[3]
- 2008 Urban X награда за най-добра орална изпълнителка.[4]
- 2008 AVN Award – Best Squirting Series – Jada Fire is Squirtwoman[5]
- 2009: Urban X награда за най-добра анална изпълнителка.[6]
- 2010: Urban X зала на славата.[7]
- 2010: XRCO зала на славата.[8]
- 2011: AVN зала на славата.[9]
- 2011: Urban X награда за най-добра анална изпълнителка.[10]